# 室蘭市立港北中学校
室蘭市立港北中学校（むろらんしりつ こうほくちゅうがっこう）は、北海道室蘭市柏木町にある公立中学校。

## 沿革
- 1947年（昭和22年）5月1日 - 創立

## 著名な卒業生
- 菅原康太